# Tabanus attenuatus
Tabanus attenuatus är en tvåvingeart som beskrevs av Walker 1848. Tabanus attenuatus ingår i släktet Tabanus och familjen bromsar. Inga underarter finns listade i Catalogue of Life.